# Hybridation entre les humains archaïques et modernes

Modélisation de la distribution géographique des espèces du genre Homo durant les deux derniers millions d'années. L'axe horizontal représente la localisation géographique tandis que l'axe vertical représente le temps en millions d'années AP. La surface bleue indique la présence de certaines espèces en un lieu et à une période donnée. Les hommes modernes se sont propagés depuis l'Afrique à travers toutes les régions du globe et se sont hybridés avec des Néandertaliens, des Dénisoviens et d'autres espèces humaines encore inconnues.

Il existe des preuves d'hybridation entre les humains archaïques et les humains modernes pendant le Paléolithique moyen et au début du Paléolithique supérieur. Plusieurs épisodes d'hybridation indépendants se sont produits. Les populations eurasiennes sont ainsi issues de l'hybridation avec des Néandertaliens et des Dénisoviens peu après la sortie d'Afrique, mais d'autres épisodes avec des espèces humaines non identifiées sont survenus. L'espèce Homo sapiens trouverait même son origine dans une hybridation, il y a environ 300 000 ans, entre une lignée principale (80 %) — dont s'est préalablement détachée la lignée néandersovienne — et une autre (20 %) dont le tronc commun de ces dernières lignées avait divergé depuis 1,5 million d'années. Cet article traite principalement des épisodes d'hybridation survenus après les sorties d'Afrique.
L'ADN néandertalien représente de 1,5 % à 2,1 % du génome des Eurasiens, alors qu'il est absent ou significativement plus rare chez les peuples subsahariens. Dans les populations mélanésiennes actuelles, la part de l'ADN dénisovien atteint de 2,3 % à 3,7 %. Réciproquement, les Néandertaliens ont hérité de 2,5 % à 3,7 % d'ADN d'Homo sapiens. Des analyses d'ADN non comparatives (en l'absence de découverte d'une autre espèce) suggèrent par ailleurs que les populations africaines ont reçu un apport génétique d'une espèce humaine africaine disparue.
Les données génétiques montrent que l'évolution humaine ne peut pas être considérée comme une évolution cloisonnée consécutive à la divergence de différentes lignées. Les formes modernes et archaïques se sont en effet croisées de nombreuses fois en Afrique, au Moyen-Orient et en Asie, et le flux génétique allait dans les deux sens,. Certains gènes acquis par hybridation ont notamment pu être sélectionnés chez Homo sapiens en raison de leur caractère adaptatif. Toutefois, l'hybridation n'a pas été jusqu'au brassage complet des différents groupes humains, puisque chacun d'eux semble avoir finalement conservé son identité propre. De ce fait, l'évolution humaine récente se présente plutôt, a posteriori, comme une évolution de groupes distincts avec des épisodes ponctuels d'hybridation.

## Historique
L'hypothèse qui porte le nom de métissage, d'hybridation, de mélange ou de théorie des origines hybrides a été discutée depuis la découverte des premiers restes néandertaliens au XIXe siècle, bien que les premiers auteurs pensaient que les Néandertaliens étaient des ancêtres directs des hommes modernes. Thomas Huxley suggéra que beaucoup d'Européens portaient des traces d'ancêtres néandertaliens, mais il considérait les caractéristiques de l'homme de Néandertal comme des traits primitifs. Postulant qu'ils appartenaient à une « étape du développement de l'espèce humaine antérieure à la différenciation de toutes les races existantes », il considérait que « nous devrions les retrouver dans la plus inférieure de ces races, partout dans le monde, et au commencement de chacune d'entre elles » (« If these characters belong to a stage in the development of the human species, antecedent to the differentiation of any of the existing races, we may expect to find them in the lowest of these races, all over the world, and in the early stages of all races »).
Hans Peder Steensby, dans son article Racestudier i Danmark (« Études sur les races au Danemark ») de 1907, rejeta la comparaison des Néandertaliens avec des singes ainsi qu'une éventuelle infériorité et, tout en mettant en avant que l'homme moderne avait des origines variées, suggéra la théorie de l'hybridation comme la meilleure explication d'un certain nombre d'observations scientifiques d'alors.
Au milieu du XXe siècle, Carleton Coon considérait que ceux que l'on appelait alors Caucasiens avaient deux origines : la première, du Paléolithique supérieur (mélange entre l’H. sapiens et l’H. neanderthalensis) et la seconde, méditerranéenne (purement H. sapiens). Il reprit sa théorie dans un ouvrage de 1962 appelé The Origin of Races.

## Néandertaliens

### Néandertaliens et Eurasiens
En 2010, le séquençage du génome des Néandertaliens révéla que ces derniers partageaient plus d'allèles avec les populations eurasiennes (par exemple, françaises, han ou papoue-néo-guinéenne) qu'avec les populations subsahariennes (tel que les Yorubas et les San). D'après l'étude, cet écart de similarité génétique s'expliquerait par un flux de gènes récent des Néandertaliens vers les humains modernes après la migration hors de l'Afrique. En 2013, les mêmes chercheurs estimèrent que la proportion de gènes néandertaliens chez les Eurasiens actuels se situaient entre 1,5 % et 2,1 %. De 20 % à 40 % du génome néandertalien aurait persisté au sein des populations eurasiatiques modernes,,.
Sur la base du spectre de la fréquence allélique, il a été montré que l'hybridation récente était le modèle le plus probable qui permettait d'expliquer le différentiel de similarités génétiques entre Africains et non-Africains modernes par rapport aux Néandertaliens,. L'hybridation récente est également soutenue par les analyses des déséquilibres de liaison.
Au travers de l'étendue des déséquilibres de liaison, il a été estimé que le transfert d'allèles entre les Néandertaliens et les premiers ancêtres des Eurasiens a eu lieu entre 65 000 et 47 000 ans AP. De manière cohérente avec les données fossiles et archéologiques, le transfert aurait eu lieu quelque part dans l'ouest de l'Eurasie, probablement au Moyen-Orient. Un nombre croissant de recherches soutiennent l’hypothèse d’événements d’hybridation multiples. En particulier, il a été montré que de multiples événements d’hybridation à la fois dans le temps et l’espace en Eurasie occidentale correspondaient aux taux d’ascendance néandertalienne observés dans les populations modernes.
De l'ADN néandertalien (2 %) a été découvert dans le génome de l'Homme d'Ust-Ishim. La date du croisement Homo neanderthalensis - Homo sapiens remonterait de 7 000 à 13 000 ans avant l’existence de l'Homme d'Ust-Ishim, daté d'environ 45 000 ans AP.
Dans le passé, les taux d'ascendance néandertalienne étaient spatialement plus hétérogènes ; ils sont devenus plus homogènes au cours de l'Holocène sous l'effet des flux génétiques résultant des mouvements de population et des migrations.
Une étude révèle que les gènes néandertaliens identifiés dans le génome des Européens actuels ont une structure qui n'est pas proche des gènes des Néandertaliens européens tardifs. Le génome néandertalien des Eurasiens actuels est plus proche des Néandertaliens de Mezmaïskaïa (Caucase) que de ceux de Denisova (Altaï) ou de Vindija (Croatie).

### Variations régionales

#### Asie
Des études récentes montrent qu'il y a légèrement plus d’ADN néandertalien chez les populations d'Asie de l’est que chez les Européens,,,. Bien que l'ascendance néandertalien soit relativement uniforme parmi les populations eurasiennes modernes, elle est environ de 8 % à 24 % plus élevée en Asie de l'Est qu'en Europe. Cette observation est inattendue, puisque la répartition géographique actuellement connue des Néandertaliens se situait presque exclusivement dans la partie occidentale de l’Eurasie.
Cela signifie que deux événements distincts de transfert de gènes ont eu lieu chez l'homme moderne et que les premiers ancêtres des populations de l’Asie de l'est ont connu plus d'hybridations que les premiers ancêtres des Européens après la divergence des deux groupes,,. Il est aussi possible, bien que cela soit moins plausible, que la différence soit causée par une dilution de l'apport néandertalien chez les Européens à la suite de migrations tardives d'Afrique. Ces résultats pourraient également résulter d'une sélection négative inférieure en Asie de l’est par rapport à l'Europe. Il a aussi été observé qu'il y avait une variation petite, mais statistiquement significative, du taux de mélange au sein des populations européennes, tandis que ces variations ne sont pas significatives dans les populations d'Asie de l’est.

#### Afrique du Nord
Une étude parue en 2012 a montré que les populations nord-africaines ont un taux d'hybridation situé entre celui des Eurasiens (le plus élevé) et celui des populations subsahariennes (le plus bas). Cette étude a également montré une grande variation entre les Nord-Africains eux-mêmes, principalement en fonction de l'importance de l'ascendance eurasienne ou subsaharienne. Cependant, il semblerait que ce résultat n'ait pas pour seule cause l'introgression eurasienne.

#### Afrique subsaharienne
L'apport des Néandertaliens a également été retrouvé, épisodiquement mais significativement, chez les Maasaï, un peuple est-africain. Après avoir identifié les origines africaines et non africaines au sein des Maasaï, il a pu être déduit qu'un apport récent de gènes d'humains modernes non africains (postérieur à l'hybridation avec les Néandertaliens) est à l'origine de cette contribution génétique, car environ 30 % du génome des Maasaï a des origines non africaines remontant à environ une centaine de générations.
En 2020, la comparaison du génome d'un Néandertalien de l'Altaï avec 2 504 génomes modernes incluant cinq sous-populations africaines montre qu'elles comportent une moyenne de 17 mégabases d'origine néandertalienne, soit 0,3 % de leur génome. Une partie au moins de ces gènes néandertaliens procure une amélioration du système immunitaire et une protection contre le rayonnement ultraviolet, et a dû être retenue sélectivement. La moitié environ de l'ADN néandertalien a sans doute été apportée par des hommes modernes revenus en Afrique au cours des vingt derniers millénaires après une hybridation partielle avec des Néandertaliens ; le reste pourrait ne pas être réellement d'origine néandertalienne mais avoir été acquis par les Néandertaliens de l'Altaï par hybridation avec des hommes modernes au Moyen-Orient il y a plus de 100 000 ans, à l'occasion d'une sortie d'Afrique précoce,.
Cependant, cette affirmation selon laquelle l'ascendance néandertalienne se trouve répandue parmi les Africains subsahariens est contestée par certains généticiens, comme David Reich.

#### Europe
Il existe un niveau d'ascendance néandertalienne plus élevé en Europe qu'en Asie après l'expansion des hommes modernes d'Afrique. Les échantillons étudiés révèlent plus précisément que la réduction temporelle de l’ascendance néandertalienne est liée à la latitude. Les échantillons du sud de l'Europe montrent ainsi une ascendance néandertalienne presque constante au fil du temps, tandis que les échantillons du nord ont connu une réduction entre environ 40 000 et 20 000 ans AP.
L'expansion des premiers agriculteurs du Néolithique a contribué de manière décisive à réduire l'introgression néandertalienne dans les populations européennes par rapport aux populations asiatiques. En effet, les agriculteurs du Néolithique portaient moins d’ADN de Néandertal que les chasseurs-cueilleurs du Paléolithique précédents. Certaines études ont suggéré que les premiers agriculteurs ont pu être en partie génétiquement dérivés de la lignée « eurasienne basale ». Cette lignée aurait divergé des autres populations eurasiennes de chasseurs-cueilleurs avant que ces dernières ne se mélangent aux populations néandertaliennes, ce qui expliquerait leur ascendance néandertalienne moindre.

### Variations au sein du génome
L'ADN mitochondrial de l'Homme moderne ne montre pas d'influence néandertalienne,. Les diverses hypothèses envisageables sont que l'ADN mitochondrial néandertalien portait des mutations néfastes qui conduisait à l'extinction du porteur, que les hybrides issus des mères néandertaliennes étaient élevés dans les groupes néandertaliens et s'éteignirent avec eux, ou que les femelles néandertaliennes et les mâles sapiens n'avaient pas de progéniture fertile. L'absence de preuve d'ADN mitochondrial néandertalien chez les humains modernes ne discrédite pas la théorie de l'hybridation. En effet, une étude a produit en 2012 un modèle qui a démontré qu'une croissance exponentielle est compatible avec la survie d'un seul ADN mitochondrial ou une lignée de chromosome Y, si le taux de croissance est dans un intervalle étroit et supercritique. Par conséquent, même si les Néandertaliens et les Africains modernes appartenaient à la même population hybride et même si la population pouvait croître exponentiellement à un taux réduit, le résultat le plus probable serait toujours que tous les humains actuels ont pour ancêtres communs les plus récents une seule femme pour la lignée matrilinéaire (ADN mitochondrial - Ève mitochondriale) et un seul homme pour la lignée patrilinéaire (chromosome Y - Adam Y-chromosomique). Cela ne signifie pas qu'il n'y avait qu'une seule femme et qu'un seul homme, ni que les humains actuels descendent d'une seule femme et d'un seul homme, mais que l'Ève mitochondriale et l'Adam Y-chromosomique sont les individus dont tous les humains actuels portent les traces dans leur ADN mitochondrial d'une part, et dans le chromosome Y d'autre part (notion d'ancêtres communs). Le modèle estimait qu'il n'y a que 7 % de probabilité pour que les humains puissent avoir soit l'ADN mitochondrial, soit le chromosome Y d'origine néandertalienne.
Des études récentes ont montré la présence de grandes régions génomiques avec un apport néandertalien réduit chez l'humain moderne du fait d'une sélection négative,, partiellement causée par l'infertilité des hybrides mâles. Ces grandes régions de faible apport néandertalien sont plus nombreuses sur le chromosome X — avec jusqu'à cinq fois moins d'ascendance néandertalienne par rapport aux autosomes — et contiennent un nombre relativement important de gènes relatifs aux testicules, signifiant que les humains modernes ont relativement peu de gènes néandertaliens sur le chromosome X ou exprimés dans les testicules, confirmant le fait que l'infertilité masculine est affectée par une quantité disproportionnée de gènes sur le chromosome X. De plus, aucune trace de gène issu de chromosome Y néandertalien n'a été identifiée chez les hommes modernes,.

### Gènes néandertaliens sélectionnés chezHomo sapiens
Cette hybridation ancienne a des conséquences sur les populations actuelles : les études génétiques menées dans le laboratoire de Lluis Quintana-Murci à l'institut Pasteur ont ainsi montré des différences entre Africains et Européens au niveau de leur réponse immunitaire face à certains stimuli bactériens ou viraux, différences qui ont pu être reliées à des gènes que les seconds ont hérité des Néandertaliens.
Par l'étude des allèles de divers gènes du génome néandertalien hérités par certaines populations sapiens, une autre équipe de chercheurs, dont les travaux furent publiés le 12 février 2016 dans la revue Science, ont pu établir un lien entre cet héritage génétique et diverses caractéristiques notamment sur les plans immunologique, dermatologique et neurologique. Par cette étude croisée des phénotypes et des dossiers médicaux de 28 000 personnes, ces chercheurs ont pu conclure que cet héritage génétique a une incidence sur la santé des personnes concernées.
Risque de complications de la Covid-19
Une séquence génétique de 50 kb localisée sur le chromosome 3 (chr3:45 859 651-45 909 024, hg19) a été associée à un risque accru d'arrêt respiratoire chez les patients souffrant de Covid-19. Une étude estime que cette séquence, qui se retrouve à une fréquence d'environ 30 % en Asie du Sud et d'environ 8 % en Europe, aurait été acquise par contact récent avec des Néandertaliens,.

### Épigénétique
Une étude portant sur l'épigénétique de l'homme de Néandertal, parue en 2014, a dévoilé des données sur la méthylation complète de l'ADN de l'homme de Néandertal et de l'homme de Denisova. La reconstruction de la carte de la méthylation de l'ADN a permis aux chercheurs d'évaluer les degrés d'activité des gènes dans tout le génome néandertalien et de les comparer aux humains modernes. L'un des principaux résultats a porté sur la morphologie des membres néandertaliens. Gokhman et al. ont constaté que les changements dans les degrés d'activité du groupe de gènes Hox étaient à l'origine de nombreuses différences morphologiques entre les Néandertaliens et les humains modernes, y compris des membres plus courts, des os courbes et plus encore.

### Cas particuliers

#### Lagar Velho
D'après une étude parue en 1999, les restes de l'enfant de Lagar Velho, retrouvés dans une tombe du paléolithique supérieur au Portugal, présenteraient les traits d'une hybridation entre les Néandertaliens et les humains modernes en Ibérie.

#### Pestera cu Oase
Entre 2013 et 2015, des analyses génétiques effectuées sur les restes d’Homo sapiens trouvés en Roumanie dans la grotte de Peștera cu Oase ont montré la présence d’ADN néandertalien en proportion élevée. Cela montre qu’il y a eu plusieurs épisodes d'hybridation entre Homo neanderthalensis et Homo sapiens. Dans le cas de Oase 1, il semble que cette lignée ait disparu sans laisser de descendants. On n'en trouve pas de traces génétiques chez les Européens modernes,,.

#### Riparo Mezzena

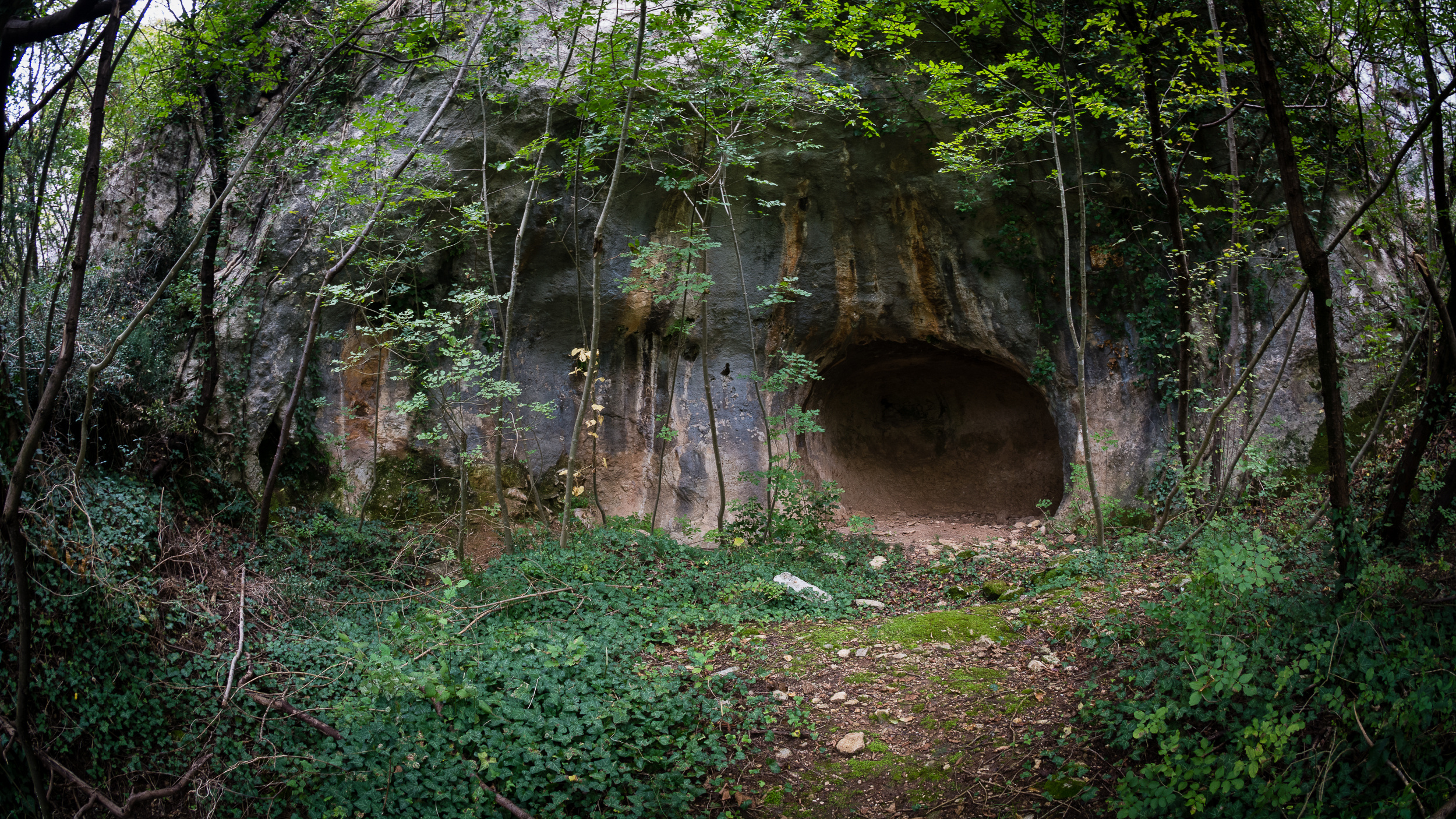
Site de Riparo Mezzena du paléolithique moyen, près de Vérone, en Italie

Une équipe de chercheurs, dirigée par Silvana Condemi de l’université d’Aix-Marseille, a réinterprété en 2013 des observations faites sur une mandibule mise au jour en 1957 sur le site de Riparo Mezzena, en Italie. En l’examinant, l'équipe a découvert l’ébauche d’un menton, caractéristique présente chez Homo sapiens mais absente chez Homo neanderthalensis. Or les chercheurs ont pu procéder à une analyse de l’ADN mitochondrial de cette mandibule et ont conclu qu'elle appartenait à un Néandertalien. D’autres mandibules néandertaliennes, trouvées un peu partout en Europe (l’homme de Spy en Belgique, de La Ferrassie en Dordogne, de Las Palomas en Espagne et de la grotte de Vindija en Croatie), présenteraient cette caractéristique.
L'hybridation pourrait expliquer d'autres caractéristiques dites « transitionnelles » chez les Néandertaliens trouvés dans la grotte de Vindija : des bourrelets sus-orbitaires moins proéminents, un visage de dimension réduite et des incisives plus étroites,.
Les résultats de l'équipe de Silvana Condemi concernant la mandibule de Riparo Mezzena sont toutefois contestés par une autre étude, publiée en 2016 : des analyses génétiques conduisent les auteurs de cette étude à affirmer que cette mandibule n'était pas celle d'un Néandertalien mais d'un Homo sapiens.

## Dénisoviens
Une étude de 2010 a montré que les Mélanésiens (par exemple les habitants de la Papouasie-Nouvelle-Guinée) partagent davantage d'allèles avec les hommes de Denisova que les Eurasiens et les Africains. De 2,3 à 3,7 % du génome mélanésien provient des hommes de Denisova tandis que presque aucun apport de ces humains n'est présent chez les Eurasiens et Africains. L'étude montre que cet apport ne concerne pas les populations d'Asie de l'est, indiquant qu'il y avait une interaction entre les premiers ancêtres des Mélanésiens et les hommes de Denisova mais que celle-ci n'a pas eu lieu dans les régions proches du sud de la Sibérie, où le premier reste d'un homme de Denisova fut trouvé. De plus, une étude de 2011 a montré que les Aborigènes d'Australie et les hommes de Denisova partageaient davantage d'allèles que les autres populations eurasiennes et africaines, confirmant l'hybridation entre les premiers ancêtres des Mélanésiens et les hommes de Denisova.
En 2011, une autre étude a apporté de nouvelles preuves selon lesquelles le plus haut taux d'hybridation avec les hommes de Denisova se retrouve chez les populations d'Océanie, suivi par les populations d'Asie du sud-est, et aucune parmi les populations d'Asie de l'est. Il y a une part importante de matériels génétiques de l'hominidé de Denisova dans les populations d'Océanie et d'Asie du sud-est (Aborigènes d'Australie, Polynésiens, Fidjiens, Indonésiens de l'est, Mamanwa et Manobo), mais pas dans certaines populations issue de l'ouest et de la partie continentale de l'Asie du sud-est (Indonésiens de l'ouest, Malaisiens, Andamanais, Asiatiques venant du continent), indiquant que l'hybridation avec les hominidés de Denisova a eu lieu en Asie du sud-est plutôt que sur le continent eurasiatique. L'observation d'une forte hybridation avec les hominidés de Denisova en Océanie et le manque d'hybridation sur l'Asie continentale suggère que les premiers humains modernes et les hominidés de Denisova se sont métissés à l'est de la ligne Wallace.
Skoglund et Jakobsson (2011) ont observé que les Océaniens en particulier, suivis par les populations de l'Asie du Sud-Est, bénéficient d'une grande admixtion de gènes des hommes de Denisova par rapport aux autres populations. De plus, les chercheurs ont trouvé des traces possibles d'admixtion Dénisovienne chez les peuples de l'Asie de l'Est, mais aucune admixtion de ces gènes chez les Amérindiens. Par opposition, Prüfer et d'autres chercheurs (2013) ont trouvé que les peuples d'Asie centrale et les Amérindiens ont 0.2% de contribution génétique Dénisovienne, soit 25 fois inférieure à celle des Océaniens. Les moyens de mouvement de ces gènes vers ces populations restent cependant inconnus. Toutefois, Wall (2013) a énoncé qu'il ne trouvait aucune preuve d'admixtion Dénisovienne chez les peuples de l'Asie de l'Est. Des trouvailles indiquent que le déplacement des gènes Dénisoviens a eu lieu entre les divers ancêtres communs des Philippins aborigènes, Australiens aborigènes, et des peuples de Nouvelle-Guinée,. Ces derniers et les Australiens ont des taux d'admixtion de Dénisoviens similaires, indiquant qu'une hybridation a dû avoir lieu entre eux avant leur arrivée en Nouvelle-Guinée et en Australie pléistocène, il y a au moins 44 000 ans. Il a aussi été observé que la proportion d'ascendance Océanienne chez les peuples de l'Asie du Sud-Est est proportionnelle à leur admixtion Dénisovienne, sauf dans les Philippines, où il y a une proportion plus haute d'admixtion de Dénisoviens. Reich et d'autres chercheurs (2011) ont suggéré une modélisation possible dans laquelle il y aurait une importante vague de migration de l'Homme moderne (Homo Sapiens Sapiens) se dirigeant vers l'Est, dont certains étaient des ancêtres communs Philippins, de Nouvelle-Guinée ou d'Australie qui se sont hybridés avec des Dénisoviens, respectivement suivis par une divergence des ancêtres Philippins, s'hybridant ainsi avec les peuples et ancêtres de Nouvelle-Guinée et Australiens, avec une part de cette même population de la migration qui n'est pas entrée en contact avec des gènes de Dénisoviens, et l'hybridation entre les ancêtres Philippins avec une part de la population d'un mouvement de migration vers l'Est beaucoup plus tardif (l'autre partie des migrants deviendront les Asiatiques de l'Est). Il a été démontré que les Eurasiens possédaient du matériel génétique dérivé archaïque, mais en beaucoup plus basse quantité, qui chevauchait sur le matériel génétique Dénisovien, découlant du fait que les hominidés de Dénisova sont liés génétiquement aux Néandertaliens, qui ont eux-mêmes contribué au partage de gènes eurasien, au lieu de l'hybridation directe des Dénisoviens avec les ancêtres lointains de ces Eurasiens,. On observe de suite les restes d'un squelette de l'Homme de Tianuyan près de Zhoukoudian, en Chine. Ses 40,000 ans de PB ont démontré une contribution génétique néandertalienne chez les humains modernes d'Eurasie, mais ne contenant aucune contribution de Dénisovien perceptible. L'Homme de Tianuyan est un cousin lointain des ancêtres de plusieurs populations d'Asie et d'Amérique (Amérindiens), mais le squelette était daté à une époque ultérieure à la divergence entre les peuples d'Asie et d'Europe. Le manque de composantes et d'élément génétiques des Dénisoviens chez l'Homme de Tianyuan suggère que la contribution génétique a seulement eu lieu au centre des continents.
En explorant les allèles HLA du système immunitaire de l'Homme de Tianuyan, la supposition que ces allèles HLA-B*73 se sont introgressés des Dénisoviens vers les Hommes modernes en Asie de l'Ouest, à cause d'un schéma de distribution et d'une divergence de l'allèle HLA-B*73 des autres allèles HLA s'est posée. Chez les Hommes modernes, l'allèle HLA-B*73 est concentré en Asie de l'Ouest, mais reste rare ou absent autre part. Même si HLA-B*73 n'est pas présent dans le génome Dénisovien, une étude a montré que c'était associé avec la présence de HLA-C*15:05 dérivé des Dénisoviens, explication consistente avec les statistiques montrant que 98% des Humains modernes possèdent des allèles B*73 et des allèles C*15:05. Les deux allotypes HLA-A (A*02 and A*11) et les deux HLA-C (C*15 and C*12:02) Dénisoviens correspondent aux allèles communs chez l'Homme moderne, tandis qu'un des allotypes HLA-B Dénisoviens correspond à un allèle recombinant rare absent chez la majorité des humains. Une contribution de ces allèles des Dénisoviens vers l'Homme moderne est envisagée, car il est peu probable qu'ils aient été préservés indépendamment pour une telle durée à cause du haut taux de mutation des allèles HLA.

### Gènes dénisoviens sélectionnés chez Sapiens
Il a été trouvé que la variante du gène EPAS1 a été transmise des Dénisoviens vers l'Homme moderne. Les variantes ancestrales régulent les niveaux d'hémoglobine pour compenser les niveux bas d'oxygène dans les hautes altitudes. Il existe cependant une mauvaise adaptation qui augmenterait la viscosité sanguine. Sa variante que les Dénisoviens possédaient limite la hausse du taux d'hémoglobine, résultant ainsi dans une adaptation facilitée pour les hautes altitudes de l'Homme de Denisova. La variante Dénisovienne du gène EPAS1 est répandue chez les Tibétains majoritairement, étant sélectionnée chez leurs ancêtres après la colonisation du plateau tibétain.
Une étude comparative du génome chez les Inuits du Groenland, à l'aide de données issues de puces de polymorphisme nucléotidique, et celui de l'Homme de Denisova a mis en évidence un phénomène d'introgression adaptative. La région du chromosome 1 où se trouvent situés les gènes WARS2 et TBX15 montre une variante divergente chez les Inuits du Groenland qui est étroitement liée à la séquence correspondante dans le génome de l'Homme de Denisova. Ces gènes sont associés à la différenciation du tissu adipeux et à la distribution de graisse corporelle chez les humains. Cette variante a été sélectionnée dans une région géographique beaucoup plus vaste que le Groenland et est associée à des changements dans l'expression de WARS2 et TBX15 dans de multiples tissus, y compris la glande surrénale et le tissu adipeux sous-cutané.

## Autres espèces humaines archaïques
La dégradation rapide de l'ADN sous un climat tropical rend actuellement impossible l'extraction et le séquençage de l'ADN fossile sur des spécimens d'Afrique ou d'Asie tropicale de plus 15 000 ans.
En 2011, après avoir découvert trois régions candidates à l'introgression en recherchant des modèles inhabituels de variations – indiquant une origine différente – dans 61 régions non codantes dans deux populations de chasseurs-cueilleurs (Aka et San, qui ont présenté un fort taux d'hybridation dans les données) et un groupe d'agriculteurs ouest-africains (les Mandingues, qui n'ont présenté aucun taux d'hybridation significatif), les chercheurs ont conclu qu'environ 2 % du matériel génétique des populations subsahariennes fut introduit dans le génome humain il y a environ 35 000 ans, par des humains archaïques qui se sont séparés de la lignées d'Homo sapiens il y a 700 000 ans. Après une recherche des haplotypes introgressifs dans les populations subsahariennes, il a été suggéré que cette hybridation aurait eu lieu avec des humains archaïques qui habitaient potentiellement le centre de l'Afrique.
En 2012, des chercheurs ont étudié la séquence génétique de quinze chasseurs-cueilleurs subsahariens issus de trois groupes – cinq pygmées (trois Baka, un Bedzan et un Bakola) du Cameroun, cinq Hadza de Tanzanie et cinq Sandawe de Tanzanie – et ont découvert des signes selon lesquels les ancêtres des chasseurs-cueilleurs se sont hybridés avec une ou plusieurs populations humaines archaïques il y a probablement 40 000 ans. Ils ont aussi découvert que le dernier ancêtre commun de ces 15 individus avec l'haplotype introgressif putatif remontait à 1,2-1,3 million d'années.

### Haplogroupe A00
Un haplogroupe archaïque (ou d'anciens Homo sapiens) du chromosome Y, appelé A00, a été identifié chez les Mbo et les Bangwa (Cameroun) et leurs descendants (dont l’afro-américain Albert Perry). La date de divergence de cet haplogroupe A00 avec les autres haplogroupes humains modernes est évaluée entre 254 000 et 275 000 ans. Sa survivance dans le patrimoine génétique actuel résulterait d'une hybridation avec des humains africains peut-être antérieurs aux humains modernes (mais contemporains de l'Homo sapiens ancien de Djebel Irhoud),,.

## Introgressions de Sapiens vers Néandertal
On trouve aussi des gènes sapiens chez l'homme de Néandertal,,. Il s'ensuit qu'on devrait pouvoir retrouver des caractéristiques de Sapiens chez des Néandertaliens.
Une étude publiée en mars 2018 portant sur le séquençage de cinq nouveaux génomes de Néandertaliens (quatre individus d'une époque tardive localisés en Europe occidentale - un en France, deux en Belgique et un en Croatie - et un plus ancien dont les ossements furent trouvés dans le Caucase russe) pose de nouvelles questions. Contrairement à ce que l'on pourrait attendre d'un phénomène d'hybridation, l'étude révèle n'avoir trouvé aucun ADN nucléaire d'Homo sapiens dans le génome de ces Néandertaliens.
Mais comment expliquer dans ce cas les caractéristiques transitionnelles découvertes par l'équipe de Silvana Condemi chez les Néandertaliens de traits Homo sapiens sans apport apparent de gènes de ceux-ci dans le génome de Néandertal ? Selon elle, ces faits peuvent s'expliquer si deux hypothèses sont validées : 1° que les flux géniques se sont surtout produits dans le sens Néandertaliens → Homo sapiens, 2° que les principaux évènements d'hybridation ont eu lieu hors d'Europe bien avant l'arrivée de nos ancêtres sur ce continent.
L'ADN mitochondrial (ADNmt) et les séquences autosomiques des Néandertaliens, des Dénisoviens et des humains modernes induisent des phylogénies en apparence contradictoires. Les génomes autosomiques montrent que les Néandertaliens et les Dénisoviens sont des groupes frères qui se sont séparés des humains modernes il y a 765 à 550 milliers d'années (ka). En revanche, les ADNmt des Néandertaliens et des humains modernes sont plus proches les uns des autres que de ceux des Dénisoviens, et ne se sont séparés qu'il y a 468 à 360 ka. A contrario, les Néandertaliens archaïques de Sima de los Huesos, âgés d'environ 400 ka, avaient des ADNmt semblables à ceux des Dénisoviens,. Ces résultats suggèrent que les Néandertaliens portaient à l'origine un ADNmt de type dénisovien, qui a ensuite été complètement remplacé via un flux génique provenant d'une lignée ancienne étroitement apparentée aux humains modernes,.
Les hasards de la conservation des ADN anciens ont fait qu'à une exception près (une fraction de seulement 118 kb d'un chromosome Y néandertalien), tous les séquençages d'ADN néandertaliens et dénisoviens provenaient d'individus de sexe féminin. En 2020, une technique de concentration ciblant 6,9 Mb du chromosome Y humain a permis de séquencer les chromosomes Y de trois Néandertaliens (El Sidrón 1253, daté à ~53–46 ka ; Mezmaiskaya 2, 45–43 ka ; Spy 94a, 39–38 ka) et deux Dénisoviens (Denisova 8, 136–106 ka ; Denisova 4, 84–55 ka). Les résultats sont quasi identiques à ceux obtenus par l'ADN mitochondrial : un remplacement complet du chromosome Y ancestral des Néandertaliens par le chromosome Y des humains modernes, et aucun remplacement chez les Dénisoviens. Ce remplacement, effectué il y a entre 350 et 150 ka, est sans doute dû à des avantages sélectifs. En tout cas, le fait que les hommes et les femmes modernes ont participé à ce flux génique suggère qu'aussi bien les populations sapiens que neandertalensis ont accepté les enfants d'origine mixte,.
En 2024, une étude comparée du génome des deux espèces montre que plusieurs zones de celui de l'Homme de Néandertal ont une origine attribuable à Homo sapiens (des séquences identifiées chez des Africains sans ascendance néandertalienne), et suggère qu'il y a eu au moins deux flux génétiques dans ce sens. Les néandertaliens de la grotte de Vindija et ceux de l'Altaï ont ainsi hérité 53,9 Mb de nucléotides sapiens (2,5 % du génome) et 80,0 Mb (3,7 %), respectivement. L'hétérozygotie (présence de deux allèles différents) des gènes néandertaliens chez l'Homme moderne suggère qu'il y a eu deux vagues d'hybridation, la première il y a 250 000 à 200 000 ans et la suivante entre 120 000 et 100 000 ans, avant sa sortie d'Afrique. Ces deux vagues ont apporté respectivement de l'ordre de 5 et 0.5 % de gènes sapiens chez Néandertal, décelables parmi les environ 2 % de gènes néandertaliens actuels,.

## Super-archaïques
Une étude génétique parue en février 2020, après analyse des ADN fossiles néandertalien (issu de spécimens de l'Altaï et de la grotte de Vindija, en Croatie) et dénisovien (issu de la grotte de Denisova), conclut que l'ancêtre commun de ces deux branches, appelé Néandersovien, aurait quitté l'Afrique il y a environ 750 000 ans et se serait peu après hybridé en Eurasie avec une population locale qualifiée de super-archaïque. Celle-ci serait sortie d'Afrique il y a environ 2 millions d'années, et serait donc très éloignée des Néandersoviens, ce qui n'aurait pas fait barrage à l'hybridation,.
Les Néandersoviens se seraient subdivisés entre Eurasiens de l'Ouest, ou Néandertaliens, et Eurasiens de l'Est, ou Dénisoviens, il y a environ 700 000 ans, c'est-à-dire beaucoup plus tôt que les estimations des études précédentes. Il y aurait eu par la suite une deuxième hybridation des super-archaïques avec les seuls Dénisoviens en Asie orientale.